# 傑森·瓦瑞泰克
傑森·安德魯·瓦瑞泰克（Jason Andrew Varitek，/ˈværɪtɛk/；1972年4月11日—），出生於密歇根州羅切斯特，是美國職棒大聯盟球員，在隊中擔任的位置是捕手。於1994年被美國職棒西雅圖水手隊在第一輪第14順位選中,1997年季中與Derek Lowe被交易到紅襪隊，水手隊則換得Heathcliff Slocumb。自1997年季中從小聯盟交易到波士頓紅襪隊後，傑森·瓦瑞泰克開始了他的大聯盟生涯。他也是2004年世界大賽和2007年世界大賽奪冠隊伍的成員。在2005年身為美國職棒大聯盟金手套獎得主的同時，他成為球隊第四個被委任的隊長，當年全聯盟曾經由各隊教練票選過「退休後最有機會成為好教練的球員」，傑森·瓦瑞泰克也以高票當選。他是一位右投的左右開弓打者，除了為人稱道的指揮投手配球以及與隊友溝通的能力之外，另外值得一提的是，其生涯共有先發蹲捕過四場無安打比賽，是美國職棒史上先發蹲捕過最多無安打比賽的先發捕手。2012年2月27日宣佈退休，結束15年職棒生涯。
傑森·瓦瑞泰克也是職棒歷史上兩位同時參加過小聯盟世界大賽和美國職棒世界大賽的球員中的其中一位。（另一位是Edward John Vosberg）瓦瑞泰克也是歷史上唯一一位參與過三項世界大賽的球員，包括獲選於美國奧運棒球隊和世界棒球經典賽。

## 小聯盟生涯
於密歇根州出生的傑森·瓦瑞泰克曾經參與1984年的少年聯盟世界大賽。他帶領了球隊以4比2的比分獲得美國分區的冠軍。不過，他的球隊最終在決賽以2比6輸給南韓隊。他在這次的比賽中擔任游擊手，捕手和三壘手的位置，並交出了優異的防守表現。

## 高中和大學時期
高中時，瓦瑞泰克以三壘手和捕手的身份代表萊克.布賴利（Lake Brantley）高中。1992年他代表美國參加奧林匹克運動會並贏得迪克.豪斯（Dick Howser）獎（最有價值球員）。他也是1993年大學聯盟的最有價值球員。
傑森·瓦瑞泰克在佐治亞理工學院度過他的大學生涯。他幫助了佐治亞理工學院挺進1994年的大學聯盟世界大賽。

## 2004年和世界大賽
在2004年，瓦瑞泰克的打擊率達到了生涯新高（.296），並帶有18個全壘打和73個打點。7月24日，在對上宿敵紐約洋基時，由於一場誤會，瓦瑞泰克為了保護當時的隊友布洛申·阿羅約 ，就把手套丟到了艾力士·羅德里奎茲臉上。這起事件也在當時招人話柄。不過，紅襪隊也在同一年奪得了相隔86年了的世界大賽冠軍。因為這場世界大賽，他成為第2位有參與過小聯盟世界大賽，大學聯盟世界大賽和美國職棒大聯盟世界大賽的球員。在2004年年終，瓦瑞泰克與紅襪隊簽下了4年的合約。

## 成為隊長後
在簽約後，瓦瑞泰克在紅襪隊中正式擔任該隊自1923年以來的第4位隊長，並一直擔任至今。現在的大聯盟也只有三位隊長（另2位是紐約洋基隊的德瑞克·基特和芝加哥白襪隊的鮑爾·柯內科）。他在隨後的這段時間內也贏得了金手套獎，銀棒獎，並第2次入選了明星賽。2006年，瓦瑞泰克代表美國出戰世界棒球經典賽，並有一支滿貫全壘打的表現。

## 瑣事
- 2006年的9月16日，瓦瑞泰克代表波士頓紅襪上場，締造了上場1000場比賽的紀錄，也打破了老前輩卡爾頓·費斯克(紅襪隊棒球名人堂人物）上陣990場比賽的紀錄。
- 瓦瑞泰克曾經參與四場無安打比賽，為大聯盟捕手之最。四場比賽的投手分別是德瑞克·洛夫(Derek Lowe)，野茂英雄(Nomo)，克雷·布克霍爾茲( Clay Buccholz) 以及喬恩·萊斯特（ Jon Lester）。

## 榮譽
- 2005年美國職棒大聯盟金手套獎
- 2005年美國職棒大聯盟銀棒獎
- 2003年和2005年美國職棒大聯盟明星賽

## 外部鏈接
- 球員資訊和成績在MLB，ESPN，Baseball-Reference，Fangraphs，The Baseball Cube（英文）

| 獎項                   | 獎項                        | 獎項                   |
| ---------------------- | --------------------------- | ---------------------- |
| 前任： 伊凡·羅德里奎茲 | 美國職棒大聯盟金手套獎 2005 | 繼任： 伊凡·羅德里奎茲 |
| 前任： 伊凡·羅德里奎茲 | 美國職棒大聯盟銀棒獎 2005   | 繼任： 喬·莫爾         |